# Iyad Mohamed
Iyad Mohamed (Dunkerque, 5 marzo 2001) è un calciatore francese naturalizzato comoriano, centrocampista del Casa Pia e della nazionale comoriana.

## Carriera

### Club
Cresciuto nel settore giovanile dell'Auxerre, debutta in prima squadra il 16 ottobre 2021 nel match di Ligue 2 perso 6-0 contro il Tolosa; realizza la sua prima rete il 6 novembre seguente nella sfida casalinga vinta 4-1 contro il Pau.

### Nazionale
Debutta con la nazionale comoriana il 1º settembre 2021 occasione dell'amichevole vinta 7-1 contro le Seychelles; pochi mesi più tardi viene incluso nella lista finale dei convocati della Coppa delle nazioni africane 2021.

## Statistiche
Statistiche aggiornate al 4 gennaio 2022.

### Presenze e reti nei club
| Stagione        | Squadra         | Campionato      | Campionato | Campionato | Coppe nazionali | Coppe nazionali | Coppe nazionali | Coppe continentali | Coppe continentali | Coppe continentali | Altre coppe | Altre coppe | Altre coppe | Totale | Totale | Totale |
| Stagione        | Squadra         | Comp            | Pres       | Reti       | Comp            | Pres            | Reti            | Comp               | Pres               | Reti               | Comp        | Pres        | Reti        | Pres   | Reti   |        |
| --------------- | --------------- | --------------- | ---------- | ---------- | --------------- | --------------- | --------------- | ------------------ | ------------------ | ------------------ | ----------- | ----------- | ----------- | ------ | ------ | ------ |
| 2019-2020       | Auxerre 2       | N3              | 11         | 0          |                 | -               | -               |                    | -                  | -                  |             | -           | -           | 11     | 0      |        |
| 2020-2021       | Auxerre 2       | N2              | 8          | 0          |                 | -               | -               |                    | -                  | -                  |             | -           | -           | 8      | 0      |        |
| 2021-2022       | Auxerre 2       | N2              | 7          | 1          |                 | -               | -               |                    | -                  | -                  |             | -           | -           | 7      | 1      |        |
| 2021-2022       | Auxerre         | L2              | 4          | 1          | CF              | 2               | 0               |                    | -                  | -                  |             | -           | -           | 6      | 1      |        |
| Totale carriera | Totale carriera | Totale carriera | 30         | 2          |                 | 2               | 0               |                    | -                  | -                  |             | -           | -           | 32     | 2      |        |

### Cronologia presenze e reti in nazionale
| Cronologia completa delle presenze e delle reti in nazionale ― Comore | Cronologia completa delle presenze e delle reti in nazionale ― Comore | Cronologia completa delle presenze e delle reti in nazionale ― Comore | Cronologia completa delle presenze e delle reti in nazionale ― Comore | Cronologia completa delle presenze e delle reti in nazionale ― Comore | Cronologia completa delle presenze e delle reti in nazionale ― Comore | Cronologia completa delle presenze e delle reti in nazionale ― Comore | Cronologia completa delle presenze e delle reti in nazionale ― Comore |
| Data                                                                  | Città                                                                 | In casa                                                               | Risultato                                                             | Ospiti                                                                | Competizione                                                          | Reti                                                                  | Note                                                                  |
| --------------------------------------------------------------------- | --------------------------------------------------------------------- | --------------------------------------------------------------------- | --------------------------------------------------------------------- | --------------------------------------------------------------------- | --------------------------------------------------------------------- | --------------------------------------------------------------------- | --------------------------------------------------------------------- |
| 1-9-2021                                                              | Iconi                                                                 | Comore                                                                | 7 – 1                                                                 | Seychelles                                                            | Amichevole                                                            | -                                                                     | 67’                                                                   |
| 7-9-2021                                                              | Iconi                                                                 | Comore                                                                | 1 – 0                                                                 | Burundi                                                               | Amichevole                                                            | -                                                                     | 89’                                                                   |
| 13-11-2021                                                            | Sapanca                                                               | Sierra Leone                                                          | 0 – 2                                                                 | Comore                                                                | Amichevole                                                            | -                                                                     | 74’                                                                   |
| 10-1-2022                                                             | Yaoundé                                                               | Comore                                                                | 0 – 1                                                                 | Gabon                                                                 | Coppa d'Africa 2021 - 1º turno                                        | -                                                                     | 46’                                                                   |
| 25-3-2022                                                             | Iconi                                                                 | Comore                                                                | 2 – 1                                                                 | Etiopia                                                               | Amichevole                                                            | -                                                                     | 38’                                                                   |
| 3-6-2022                                                              | Iconi                                                                 | Comore                                                                | 2 – 0                                                                 | Lesotho                                                               | Qual. Coppa d'Africa 2023                                             | -                                                                     | 86’                                                                   |
| 7-6-2022                                                              | Lusaka                                                                | Zambia                                                                | 2 – 1                                                                 | Comore                                                                | Qual. Coppa d'Africa 2023                                             | -                                                                     | 73’ 84’                                                               |
| 24-3-2023                                                             | Bouaké                                                                | Costa d'Avorio                                                        | 3 – 1                                                                 | Comore                                                                | Qual. Coppa d'Africa 2023                                             | -                                                                     | 66’                                                                   |
| 28-3-2023                                                             | Moroni                                                                | Comore                                                                | 0 – 2                                                                 | Costa d'Avorio                                                        | Qual. Coppa d'Africa 2023                                             | -                                                                     | 46’ 59’                                                               |
| 22-3-2024                                                             | Marrakech                                                             | Comore                                                                | 4 – 0                                                                 | Uganda                                                                | Amichevole                                                            | -                                                                     | 72’ 83’                                                               |
| 25-3-2024                                                             | Marrakech                                                             | Comore                                                                | 0 – 0                                                                 | Angola                                                                | Amichevole                                                            | -                                                                     | 64’                                                                   |
| 7-6-2024                                                              | Soweto                                                                | Madagascar                                                            | 2 – 1                                                                 | Comore                                                                | Qual. Mondiali 2026                                                   | -                                                                     | 67’                                                                   |
| 11-6-2024                                                             | Oujda                                                                 | Ciad                                                                  | 0 – 2                                                                 | Comore                                                                | Qual. Mondiali 2026                                                   | -                                                                     | 90’                                                                   |
| 4-9-2024                                                              | Iconi                                                                 | Comore                                                                | 1 – 1                                                                 | Gambia                                                                | Qual. Coppa d'Africa 2025                                             | -                                                                     | 42’                                                                   |
| 11-10-2024                                                            | Radès                                                                 | Tunisia                                                               | 0 – 1                                                                 | Comore                                                                | Qual. Coppa d'Africa 2025                                             | -                                                                     |                                                                       |
| 15-10-2024                                                            | Abidjan                                                               | Comore                                                                | 1 – 1                                                                 | Tunisia                                                               | Qual. Coppa d'Africa 2025                                             | -                                                                     | 37’                                                                   |
| 15-11-2024                                                            | Berkane                                                               | Gambia                                                                | 1 – 2                                                                 | Comore                                                                | Qual. Coppa d'Africa 2025                                             | -                                                                     | 46’                                                                   |
| 20-3-2025                                                             | Berkane                                                               | Comore                                                                | 0 – 3                                                                 | Mali                                                                  | Qual. Mondiali 2026                                                   | -                                                                     |                                                                       |
| 25-3-2025                                                             | Berkane                                                               | Comore                                                                | 1 – 0                                                                 | Ciad                                                                  | Qual. Mondiali 2026                                                   | -                                                                     | 68’                                                                   |
| Totale                                                                |                                                                       | Presenze                                                              | 19                                                                    |                                                                       | Reti                                                                  | 0                                                                     |                                                                       |